# Karl Heinz Jahnke
Karl Heinz Jahnke (* 24. August 1934 in Rostock; † 14. September 2009 ebenda) war ein deutscher Historiker. Von 1969 bis zu seiner Entlassung 1991 wegen „mangelnden Bedarfs“ war er Hochschullehrer an der Universität Rostock.

## Leben
1953 legte Jahnke das Abitur in Bad Doberan ab. Er studierte von 1953 bis 1957 Geschichte und Pädagogik an der Ernst-Moritz-Arndt-Universität Greifswald (EMA Greifswald), legte 1957 das Staatsexamen für Oberschullehrer ab und trat in die SED ein. Von 1957 bis 1960 hatte er eine planmäßige wissenschaftliche Aspirantur inne und promovierte 1960 mit einer Dissertation über „Die Geschichte der revolutionären Arbeiterbewegung in Stralsund von ihren Anfängen bis zur Gründung der SED (1891-1946)“ bei Johannes Schildhauer. Anschließend wurde Jahnke Oberassistent am Historischen Institut der EMA Greifswald und habilitierte sich im Januar 1966 über den „Anteil der deutschen Jugend am antifaschistischen Widerstandskampf unter besonderer Berücksichtigung der kommunistischen Widerstandsbewegung 1933 bis 1945“. Ab September 1966 war Jahnke in Greifswald als Dozent für Neue und neueste Geschichte tätig.
Im Februar 1969 wechselte Jahnke als Dozent für Geschichte der deutschen Arbeiterbewegung an die Universität Rostock. Er war dort auch Sekretär der SED-Grundorganisation an der Sektion Geschichte. Ab September 1973 war er in Rostock ordentlicher Professor für die „Geschichte der deutschen Arbeiterbewegung“ und von 1980 bis 1984 auch Direktor der Sektion Geschichte. 1982 erhielt er den Nationalpreis der DDR, II. Klasse mit dem Autorenkollektiv des Buches Geschichte der Freien Deutschen Jugend. Mit dieser Veröffentlichung bewegte er sich völlig auf der Linie der herrschenden SED. Von 1985 bis 1989 leitete er in Rostock eine Forschungsgruppe zur Geschichte der Jugendbewegung. Ab 1983 bis 1990 gehörte er der Redaktion der Zeitschrift Beiträge zur Geschichte der deutschen Arbeiterbewegung an.
Nachdem Jahnke 1990 in Rostock eine Professur für Deutsche Geschichte der neuesten Zeit erhalten hatte, wurde er im Oktober 1991 wegen „mangelnden Bedarfs“ entlassen. Im Sommer 1991 nahm er eine Gastprofessur an der Heinrich-Heine-Universität Düsseldorf wahr.
Danach widmete er sich freiberuflich verstärkt der Geschichte des Nationalsozialismus und des antifaschistischen Widerstandes und legte zahlreiche, meist biografische Schriften vor. Ziel war es, „den ‚vergessenen‘ Opfern des Widerstandes und ‚unbequemen Antifaschisten‘ Anerkennung zu verschaffen“. Jahnke erklärte seine biographische Perspektive: „Ich wollte nicht große Geschichtsbilder nachzeichnen oder Leitlinien der Geschichte darstellen. […] Denn die eigentlichen Gestalter der Geschichte, die lebendigen Menschen, haben bei dieser Betrachtungsweise keinen ausreichenden Platz.“ Dabei achtete er auch auf eine „Einheit von Text und Gestaltung“ nach dem Grundsatz: „Wenn es Fotos gibt, muss es konkrete Bildunterschriften geben. Wenn da Personen sind, muss gesagt werden, wer die Leute sind. Und möglichst auch Ort und Datum. Das war damals nicht üblich.“
Nach einer 2005 festgestellten Krebserkrankung begann er sein Privatarchiv zu ordnen, um die von ihm gesammelten Quellen zukünftigen Forschungen zugänglich zu machen. In seiner letzten Veröffentlichung setzte er sich mit den Höhen und Tiefen seiner Biographie auseinander. Seine Lebenserinnerungen und die abgedruckten Dokumente sind wichtige Beiträge zur Diskussion über die Forschungen zum antifaschistischen Jugendwiderstand und über den Umgang mit DDR-Biographien.

## Veröffentlichungen
- „Aus dem antifaschistischen Widerstandskampf der deutschen Studenten“. In: Karl H. Jahnke (Hrsg.): Niemals vergessen. Aus dem antifaschistischen Widerstandskampf der Studenten Europas. Verlag Neues Leben, Berlin 1959, S. 182–220.
- Die Geschichte der revolutionären Arbeiterbewegung in Stralsund von ihren Anfängen bis zur Gründung der SED (1891–1946). Dissertation. Ernst Moritz Arndt-Universität Greifswald, Greifswald 1960.
- Der Anteil der deutschen Jugend am antifaschistischen Widerstandskampf. Unter besonderer Berücksichtigung der kommunistischen Widerstandsbewegung 1933–1945. Habilitation Greifswald 1966.
- „Zum antifaschistischen Widerstandskampf in Mecklenburg von 1933 bis 1945“. In: Gegen Imperialismus, Faschismus und Krieg. Zur Geschichte der Arbeiterbewegung in Mecklenburg. Hrsg. von der Bezirkskommission zur Erforschung der Geschichte der örtlichen Arbeiterbewegung bei der Bezirksleitung Schwerin der SED und dem Bezirksheimatmuseum Schwerin, Abteilung Geschichte der neuesten Zeit. O. V., o. O. [1967], S. 5–24.
- Weiße Rose contra Hakenkreuz. Der Widerstand der Geschwister Scholl und ihrer Freunde (= Bibliothek des Widerstandes.).  Röderberg-Verlag, Frankfurt am Main 1969.
- Entscheidungen. Jugend im Widerstand 1933–1945. Röderberg-Verlag, Frankfurt am Main 1970.
- Gegen den Mißbrauch der olympischen Idee 1936. Sportler im antifaschistischen Widerstand (= Bibliothek des Widerstandes.). [Mit einem Vorwort von Heinz Laufer.] Röderberg-Verlag, Frankfurt am Main 1972.
- (mit Norbert Woick): Mit der Jugend der Welt. Internationale Traditionen und Beziehungen der FDJ. Staatsverlag der Deutschen Demokratischen Republik, Berlin 1973.
- Autorenkollektiv unter Leitung von Karl-Heinz Jahnke im Auftrag des Zentralrats der FDJ: Geschichte der Freien Deutschen Jugend. Verlag Neues Leben, Berlin 1982.
- Siebentes und achtes Kapitel von Geschichte der Stadt Stralsund. Veröffentlichungen des Stadtarchiv Stralsund, Band X. Verlag Hermann Böhlaus Nachfolger, Weimar 1984.
- Jugend im Widerstand 1933–1945. Röderberg-Verlag, Frankfurt am Main 1985.
- In einer Front. Junge Deutsche an der Seite der Sowjetunion im Großen Vaterländischen Krieg (= Kleine Militärgeschichte. Biographien). Militärverlag der Deutschen Demokratischen Republik, Berlin 1986.
- (mit Ingo Koch, Birgit Krüger, Evelyn Schildt, Karsten Schröder): Dem Vergessen entrissen. Rostocker Antifaschisten und Opfer des Nazi-Terrors. O. V., Rostock 1986.
- Friedensflug nach Osten. Eine Dokumentation über den Aufenthalt der ersten Delegation der FDJ in der UdSSR vom 19. Juli bis 5. August 1947. O. V., Berlin 1987.
- Heinz Eschen - Kapo des Judenblocks. In: Wolfgang Benz, Barbara Distel (Hrsg.): Dachauer Hefte 7. Solidarität und Widerstand. Verlag Dachauer Hefte, 1991, S. 24–33.
- Hitlers letztes Aufgebot. Deutsche Jugend im sechsten Kriegsjahr 1944/45. Klartext Verlag, Essen 1993, ISBN 3-88474-021-0.
- „... ich bin nie Parteifeind gewesen.“ Der tragische Weg der Kommunisten Fritz und Lydia Sperling. Pahl-Rugenstein / Schweizerische Vereinigung für marxistische Studien, Bonn/Bern 1993, ISBN 3-89144-186-X oder ISBN 3-908438-04-7.
- Ermordet und ausgelöscht. Zwölf deutsche Antifaschisten (= Unerwünschte Bücher zum Faschismus Bd. 8). Mit einem Geleitwort von Karl Kielhorn. Ahriman-Verlag, Freiburg im Breisgau 1995, ISBN 3-89484-553-8.
- Schwere Jahre. Arbeiterjugend gegen Faschismus und Krieg 1933–1945 (= Edition Marxistische Blätter). Neue Impulse Verlag, Essen 1995, ISBN 3-910080-03-0.
- Scholl, Hans / Scholl, Sophie. In: Manfred Asendorf, Rolf von Bockel (Hrsg.): Demokratische Wege. Deutsche Lebensläufe aus fünf Jahrhunderten. Verlag J. B. Metzler, Stuttgart/Weimar 1997, ISBN 3-476-01244-1, S. 558–561.
- Sie haben nie aufgegeben. Ettie und Peter Gingold. Widerstand in Frankreich und Deutschland. Pahl-Rugenstein Verlag Nachfolger, Bonn 1998, ISBN 3-89144-255-6.
- „Widerstand junger Menschen gegen NS-Regime und Krieg. Zum Platz der Münchener „Weissen Rose““. In: Detlef Bald (Hrsg.): „Wider die Kriegsmaschinerie“. Kriegserfahrungen und Motive des Widerstandes der „Weissen Rose“. Klartext Verlag, Essen 2005, ISBN 3-89861-488-3, S. 176–197.
- Widerstand gegen die NS-Diktatur in Mecklenburg. Zur Erinnerung an die Frauen und Männer, die zwischen 1933 und 1945 ermordet wurden. BS-Verlag-Rostock, Admannshagen-Bargeshagen 2006, ISBN 978-3-89954-227-1.
- Gegen das Vergessen! Biographische Notizen. Forschungen zum Widerstand gegen die NS-Diktatur in Deutschland. Ingo Koch Verlag, Rostock 2008, ISBN 978-3-938686-83-6.